# Tatiana Echeverri Fernandez
Tatiana Echeverri Fernandez (sinh năm 1974, Costa Rica) là một nghệ sĩ sống và làm việc tại Berlin, làm việc trong các phương tiện phục vụ bao gồm sắp đặt, điêu khắc và biểu diễn. Cô học tại Kunstakademie ở Düsseldorf trước khi chuyển đến Anh để học tại Đại học Nghệ thuật Hoàng gia, London. Cô đã tham gia triển lãm nhóm và solo từ năm 2000 trên khắp nước Đức và Vương quốc Anh.